# Апостолов Мефодій Максимович
Мефодій Максимович Апо́столов (рум. Mefodie Apostolov; нар. 24 травня 1915, Суклея — пом. 22 листопада 2004) — молдавський радянський актор.

## Біографія
Народився 11 [24] травня 1915 року в селі Суклеї (нині Слободзейський район Молдови). 1937 року закінчив Одеське театрально-художнє училище і був направлений у Тирасполь до Першого молдавського драматичного театру, який, після приєднання Бессарабії до СРСР, у 1940 році переїхав до Кишинева.
Брав участь у німецько-радянській війні. Після війни продовжив роботу в театрі. Член ВКП(б) з 1948 року. З 1958 року — голова президії Театрального товариства Молдавської РСР. Обирався депутатом Верховної Ради Молдавської РСР 4-го і 8-го скликань. Помер 22 листопада 2004 року.

## Творчість
Театральні ролі
- Кент, Капулетті («Король Лір», «Ромео і Джульєтта» Вільяма Шекспіра);
- Ляпкін-Тяпкін («Ревізор» Миколи Гоголя);
- Пеклеванов («Бронепоїзд 14-69» Всеволода Іванова);
- Жадов, Митя («Прибуткове місце», «Бідність не порок» Олександра Островського);
- Яровий («Любов Ярова» Костянтина Треньова);
- Федір («Барабанщиця» Афанасія Салинського);
- Август («Овідій» Васіле Александрі);
- Батько («Спогади…» по Йону Крянґе);
- Антіохій Жора («Дмитро Кантемир» Іона Георгіце);
- Лазо («Сергій Лазо» Єлизавети Бондарєвої);
- Годун («Розлом» Бориса Лавреньова).

Ролі у кіно
- голова журі («Ляна», 1955);
- адвокат («При спробі до втечі», 1965);
- апостол («Потрібен воротар», 1967);
- Іліє Гроссу («Крутизна», 1970);
- Ніколає Гице («Червона хуртовина», 1971);
- епізод («Офіцер запасу», 1971);
- полковник Пинтя («Останній гайдук», 1972);
- епізод («Врятоване ім'я», 1972);
- епізод («Тихоня», 1973);
- молдавський боярин («Дмитрій Кантемір», 1973);
- епізод («Гнів», 1974);
- Кожухарь («Довгота дня», 1974);
- Петров («Чоловіки сивіють рано», 1974);
- турок («Кінь, рушниця і вільний вітер», 1975);
- директор заводу («І прийде день...», 1979);
- Дмитре («Велика – мала війна», 1980);
- епізод («Шуліки здобутком не діляться», 1988);
- Герасим Іонович Костенко («Кодри», 1990—1991);
- іноземний турист («Чоловічий характер, або Танго над прірвою 2», 1999).

## Відзнаки
- Народний артист СРСР з 1952 року;
- Нагороджений
  - радянськими орденами Леніна (1960), Трудового Червоного Прапора, Червоної Зірки (1944)[2], Вітчизняної війни II ступеня (6 квітня 1985)[3];
  - молдовським Орденом Республіки (1 грудня 1994)[2];
  - медалями «За оборону Кавказу», «За перемогу над Німеччиною у Великій Вітчизняній війні 1941—1945 рр.»[2].